# Twicelights
TWICE WORLD TOUR 2019 : TWICELIGHTS是韓國女子組合TWICE於2019年舉辦的單獨世界巡迴演唱會。

## 概述
2019年4月8日，JYP娛樂公佈舉辦TWICE世界巡迴演唱會(首次前往美洲)的消息，演唱會將於5月25日起在首爾、曼谷、馬尼拉、洛杉磯、芝加哥等9個城市舉行。
2019年7月17日，JYP娛樂公佈TWICE將於10月23日起展開「TWICE WORLD TOUR 2019 : TWICELIGHTS IN JAPAN」巡演，將在北海道、千葉、大阪等7個城市舉行。
2019年10月18日，JYP娛樂公佈TWICE2020年3月 3、4日在東京加開演唱會的消息。
2019年11月30日，JYP娛樂公佈TWICE2020年3月 7、8日在首爾壓軸場的消息。
2020年2月24日，JYP娛樂公佈因韓國近期受新型冠狀病毒嚴重影響，為了確保藝人及歌迷的健康，因此取消3月7、8日在首爾最終場。
2020年2月26日，JYP娛樂公佈因日本近期受新型冠狀病毒嚴重影響，為了確保藝人及歌迷的健康，因此延期3月3、4日在東京的演唱會，延至4月15、16日舉行。
2020年9月3日，JYP娛樂公布因日本仍受新型冠狀病毒的嚴重影響，為了確保藝人及歌迷的健康，因此取消原本延至4月15、16日東京的演唱會。

## 巡演時間表
| 年份   | 日期     | 城市/地區 | 國家     | 演出場地                | 觀賞人數                   | 備註                       |
| ------ | -------- | --------- | -------- | ----------------------- | -------------------------- | -------------------------- |
| 2019年 | 5月25日  | 首爾      |          | 首爾奧林匹克體操競技場  | 23,662                     |                            |
| 2019年 | 5月26日  | 首爾      |          | 首爾奧林匹克體操競技場  | 23,662                     |                            |
| 2019年 | 6月15日  | 曼谷      | 泰國     | 曼通塔尼IMPACT展覽中心  | 8,044                      |                            |
| 2019年 | 6月29日  | 馬尼拉    | 菲律賓   | 亞洲購物中心體育館      | 8,594                      |                            |
| 2019年 | 7月13日  | 新加坡    | 新加坡   | 新加坡室內體育館        | 8,514                      | Mina因健康因素 不參與      |
| 2019年 | 7月18日  | 洛杉磯    | 美国     | 論壇體育館              | 11,827                     | Mina因健康因素 不參與      |
| 2019年 | 7月20日  | 墨西哥城  | 墨西哥   | Palacio de los Deportes | 7,942                      | Mina因健康因素 不參與      |
| 2019年 | 7月22日  |           | 美国     | 普天壽中心              | 10,297                     | Mina因健康因素 不參與      |
| 2019年 | 7月24日  | 芝加哥    | 美国     | Wintrust Arena          | 5,911 / 6,045              | Mina因健康因素 不參與      |
| 2019年 | 8月17日  | 吉隆坡    | 马来西亚 | 亞通體育館              | 8,113                      | Mina因健康因素 不參與      |
| 2019年 | 10月23日 | 北海道    | 日本     | 真駒內屋內競技場        | 8,753                      | 彩瑛因健康因素 不參與      |
| 2019年 | 10月27日 | 千葉      | 日本     | 幕張展覽館              | 42,158                     |                            |
| 2019年 | 10月29日 | 千葉      | 日本     | 幕張展覽館              | 42,158                     |                            |
| 2019年 | 10月30日 | 千葉      | 日本     | 幕張展覽館              | 42,158                     |                            |
| 2019年 | 11月6日  | 大阪      | 日本     | 大阪城音樂廳            | 23,860                     |                            |
| 2019年 | 11月7日  | 大阪      | 日本     | 大阪城音樂廳            | 23,860                     |                            |
| 2019年 | 11月16日 | 宮城      | 日本     | 宮城縣綜合體育館        | 12,866                     |                            |
| 2019年 | 11月17日 | 宮城      | 日本     | 宮城縣綜合體育館        | 12,866                     |                            |
| 2019年 | 11月29日 | 名古屋    | 日本     | 名古屋市國際展示場      | 18,000                     |                            |
| 2019年 | 11月30日 | 名古屋    | 日本     | 名古屋市國際展示場      | 18,000                     |                            |
| 2019年 | 12月1日  | 名古屋    | 日本     | 名古屋市國際展示場      | 18,000                     | 彩瑛因健康因素 不參與      |
| 2020年 | 2月11日  | 褔岡      | 日本     | 福岡國際會議場          | 23,646                     |                            |
| 2020年 | 2月12日  | 褔岡      | 日本     | 福岡國際會議場          | 23,646                     |                            |
| 2020年 | 2月22日  | 靜岡      | 日本     | 靜岡Ecopa Arena         | 20,000                     |                            |
| 2020年 | 2月23日  | 靜岡      | 日本     | 靜岡Ecopa Arena         | 20,000                     |                            |
| 2020年 | 3月7日   | 首爾      |          | 首爾奧林匹克體操競技場  | 不適用                     | 因2019冠狀病毒病疫情而取消 |
| 2020年 | 3月8日   | 首爾      |          | 首爾奧林匹克體操競技場  |                            | 因2019冠狀病毒病疫情而取消 |
| 2020年 | 4月15日  | 東京      | 日本     | 東京巨蛋                | 因2019冠狀病毒病疫情而取消 |                            |
| 2020年 | 4月16日  | 東京      | 日本     | 東京巨蛋                | 因2019冠狀病毒病疫情而取消 |                            |
| 總計   | 總計     | 總計      | 總計     | 總計                    | 242,147                    |                            |

### 註解
1. ↑  韓國首爾站原於3月7日和8日舉行，但因為2019冠狀病毒疫情而取消
2. ↑  日本東京站原於3月3日和4日舉行，但因為2019冠狀病毒疫情而延期，延至4月15日和16日舉行
3. ↑  日本東京站原延至4月15日和16日舉行，但因為2019冠狀病毒疫情而取消